# Elezioni presidenziali in Argentina del 1928
Le elezioni presidenziali in Argentina del 1928 si svolsero tra il 1° ed il 15 aprile. La sfida vide contrapposti principalmente il candidato radicale Hipólito Yrigoyen, già presidente dell'Argentina dal 1916 al 1922, ed il radicale antipersonalista Leopoldo Melo.

## Candidature
| Candidati  | Candidati         | Candidati      | Candidati       | Partito                |
| Presidente | Presidente        | Vicepresidente | Vicepresidente  | Partito                |
| ---------- | ----------------- | -------------- | --------------- | ---------------------- |
|            | Hipólito Yrigoyen |                | Francisco Beiró | Unione Civica Radicale |
|            | Leopoldo Melo     |                | Vicente Gallo   | Fronte Unico           |
|            | Mario Bravo       |                | Nicolás Repetto | Partito Socialista     |

## Risultati
| Candidati presidente e vicepresidente  | Liste                                          | Voti      | %     | Elettori |
| -------------------------------------- | ---------------------------------------------- | --------- | ----- | -------- |
| Hipólito Yrigoyen Francisco Beiró      | Unione Civica Radicale                         | 839.140   | 61,42 | 249      |
| Leopoldo Melo Vicente Gallo            | Confederazione delle Destre                    | 430.050   | 31,48 | 124      |
| Leopoldo Melo Vicente Gallo            | • Unione Civica Radicale Antipersonalista      | 155.371   | 11,37 | 124      |
| Leopoldo Melo Vicente Gallo            | • Fronte Unico                                 | 89.249    | 6,53  | 124      |
| Leopoldo Melo Vicente Gallo            | • Partito Conservatore                         | 73.048    | 5,35  | 124      |
| Leopoldo Melo Vicente Gallo            | • Unione Civica Radicale Unificata             | 47.412    | 3,47  | 124      |
| Leopoldo Melo Vicente Gallo            | • Unione Civica Radicale Lencinista            | 20.166    | 1,48  | 124      |
| Leopoldo Melo Vicente Gallo            | • Unione Civica Radicale Bloquista             | 16.379    | 1,20  | 124      |
| Leopoldo Melo Vicente Gallo            | • Partito Liberale di Tucumán                  | 15.718    | 1,15  | 124      |
| Leopoldo Melo Vicente Gallo            | • Partito Democratico Liberale                 | 16.379    | 1,20  | 124      |
| Leopoldo Melo Vicente Gallo            | • Partito Liberale di Mendoza                  | 11.300    | 0,83  | 124      |
| Mario Bravo Nicolás Repetto            | Partito Socialista                             | 67.423    | 4,94  | -        |
| Nessun candidato                       | Partito Democratico Progressista               | 14.173    | 1,04  | -        |
| José Nicolás Matienzo Manuel Carlés    | Total Matienzo - Carlés                        | 6.000     | 0,44  | 3        |
| José Nicolás Matienzo Manuel Carlés    | • Unione Civica Radicale Ferrovia a Jáchal     | 3.218     | 0,24  | 3        |
| José Nicolás Matienzo Manuel Carlés    | • Unione Civica Radicale Ferrovia a Calingasta | 2.782     | 0,20  | 3        |
| Rodolfo Ghioldi Miguel Contreras       | Partito Comunista                              | 4.658     | 0,34  | -        |
| José Fernando Penelón Florindo Moretti | Partito Comunista della Repubblica Argentina   | 1.286     | 0,09  | -        |
| Nessun candidato                       | Partito Comunista Operaio                      | 493       | 0,04  | -        |
| Nessun candidato                       | Altri                                          | 2.996     | 0,22  | -        |
| Totale                                 | Totale                                         | 1.366.219 | 100   | 300      |